# Franz Bernhard Custodis

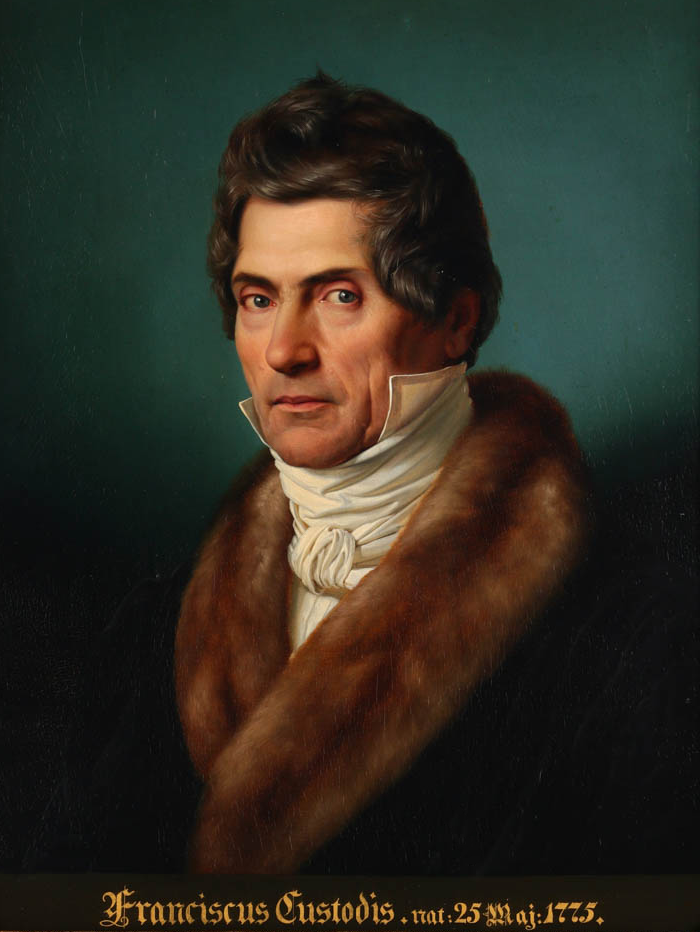
Franz Bernhard Custodis

Franz Bernhard Custodis, auch François Custodis (* 25. Mai 1775 in Düsseldorf; † 1851 ebenda), war ein deutscher Regierungssekretär in Düsseldorf. Als Dilettant betrieb er das Zeichnen und Radieren.

## Leben
Franz Bernhard Custodis, ein Sohn des Steuerregistrators Franz Wilhelm Custodis (* 1748) und dessen Ehefrau Maria Catharina Deborne (* 1752), arbeitete als Regierungssekretär für die Königliche Regierung in Düsseldorf. Dort war er Kassenbeamter und in der Bauabteilung beschäftigt. Sein Neffe war der Düsseldorfer Baumeister Max Joseph Custodis. In Düsseldorf heiratete er am 12. August 1806 Margarethe Elisabeth Köhler. Ein Sohn des Paars, Peter Custodis (1809–1854), wurde Gartenarchitekt. Eine Tochter, Franziska Wilhelmine (1811–1876), heiratete 1842 den Kunstverlagshändler August Wilhelm Schulgen. 1844 wurde Custodis mit dem Ritterkreuz des Roten Adlerordens dekoriert. 1847 wohnte er in der Kasernenstraße 11.
Als Dilettant beschäftigte er sich mit dem Zeichnen und Radieren. Er war außerordentliches Mitglied der Kunstakademie Düsseldorf und hinterließ „eine ziemliche Anzahl von eigenhändigen Zeichnungen, teils fein getuschte Kopien nach Ölbildern, teil Szenen aus dem gewöhnlichen Leben, und satirische Porträts von Düsseldorfer Persönlichkeiten.“ Auch zeichnete er historische Stadtpläne.